# Цилли-Адад
Цилли-Адад (Si-li-DIM, букв. «Моя сень — Адад») — царь Ларсы, правил приблизительно в 1836 — 1834? годах до н. э. Вероятно, внук Нур-Адада.

## Биография
Цилли-Адад пришёл к власти в результате переворота, который произошёл после смерти Син-икишама и сущность которого нам не ясна. О вступлении Цилли-Адада на престол сообщает датировочная формула «Цилли-Адад стал царём», но уже в конце того же года она была заменена формулой «Цилли-Адад не стал царём». Из единственной дошедшей надписи Цилли-Адада видно, что он не носит титула царя, а называет себя только энси Ура, Ларсы, Лагаша и Куталлу, из чего видно, что он продолжал владеть или считал, что владеет всей основной частью царства Ларсы, но он, очевидно, признал кого-то другого царём стоящим выше себя. Надпись его посвящена мирному занятию — реставрации зиккурата в Уре.
Следующий год имеет в Ларсе датировочную формулу уже не царя Ларсы, а царя Казаллу и Ларсы Мутибала. Очевидно, Ларса была захвачена войсками царя Казаллу Мутибала и Цилли-Адад (если он, правда, к этому времени ещё остался в живых) продолжал править под его верховной властью.
В 1834 году до н. э. Ларса была захвачена вождём аморейского племени ямутбала Кудурмабугом, который посадил там на престол своего сына Варад-Сина.

## Список датировочных формул Цилли-Адада
|                            | |
| 1 год 1836 / 1835 до н. э. | Год, когда Цилли-Адад [стал] царём mu syi-li2-dadad lugal |
| 2 год 1835 / 1834 до н. э. | a Год, когда Цилли-Адад был удален из царства mu syi-li2-dadad nam-lugal-ta ib2-ta-sir2-ra b Год, когда Цилли-Адад не [стал] царём Riftin 45 mu syi-li2-dadad nu lugal |